# 인도 국방부
인도 국방부(힌디어: रक्षा मंत्रालय; 영어: Ministry of Defence; MoD)는 국가 안보와 인도군에 직접 관련된 정부의 모든 기관과 기능을 조정하고 감독하는 역할을 담당한다. 인도의 대통령은 국가의 군대의 의례적인 총사령관이다. 국방부는 국가의 방어 맥락에서 책임을 다할 수 있도록 군에 정책 프레임워크와 자원을 제공한다. 국방부 산하의 인도군(인도 육군, 인도 공군, 인도 해군 포함)과 인도 해안경비대는 주로 인도의 영토 보전을 보장하는 역할을 한다.
통계에 따르면 국방부는 292만 명의 고용주를 보유한 세계에서 가장 큰 고용주이다.
현재, 군 관계자들과 관련된 공무원들의 훈련을 위해 진행 중인 국방 대학의 새로운 설립이 국방부에 의해 관리되고 감독될 것이다. 국방부는 매년 1월에 공화국의 날 기념 행사와 퍼레이드를 조직하고 운영하며, 주빈을 초대한다. 국방부는 인도의 연방 부서들 중 가장 많은 예산을 가지고 있으며, 현재 세계 국가들 중에서 군사비 지출에서 세계 3위를 차지하고 있다.

## 같이 보기
- 국방연구개발기구